# Jonas Frögren
Jonas Frögren (* 28. August 1980 in Falun) ist ein schwedischer Eishockeyspieler, der seit der Saison 2014/15 beim Leksands IF in der Svenska Hockeyligan unter Vertrag steht.

## Karriere
Jonas Frögren wurde während des NHL Entry Draft 1998 von den Calgary Flames in der achten Runde als insgesamt 206. Spieler ausgewählt, für die er allerdings nie in seiner Karriere spielte. In den Jahren 1998 bis 2008 stand der Verteidiger bei Färjestad BK in seiner schwedischen Heimat unter Vertrag, wo er in dieser Zeit in den Jahren 2002 und 2006 zwei Mal den schwedischen Meistertitel gewann. Nur in der Spielzeit 1999/2000 war der Schwede an den Zweitligisten Bofors IK ausgeliehen.
Am 9. Juli 2008 unterschrieb Frögren einen Zweijahresvertrag mit den Toronto Maple Leafs. Aufgrund der ungeklärten Frage dessen Spielerstatus kam es anschließend zu Unstimmigkeiten zwischen den Maple Leafs und der Liga.

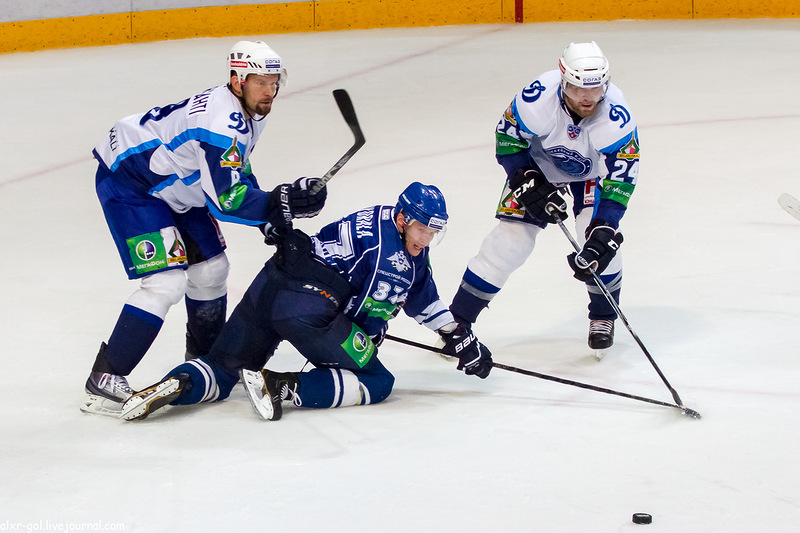
Karalahti, Pyörälä und Jonas Frögren (v. l. n. r.) bei einem KHL-Spiel, September 2012

Seinen ersten Treffer in der NHL erzielte Frögren am 20. Dezember 2008 gegen die Pittsburgh Penguins. Nachdem er in der Saison 2008/09 noch regelmäßig für die Maple Leafs auf dem Eis gestanden war, kam der Schwede in der folgenden Saison lediglich für deren Farmteam, die Toronto Marlies, in der American Hockey League zum Einsatz. Zur Spielzeit 2010/11 kehrte Frögren abermals in seine Heimat zu Färjestad BK zurück, mit denen er zum Saisonende zum dritten Mal in seiner Karriere die schwedische Meisterschaft gewann.
Im Juni 2012 wurde Frögren zunächst vom HK Dinamo Minsk verpflichtet, für den er bis Oktober 2012 in der Kontinentalen Hockey-Liga aktiv war. Anschließend wurde Frögren gegen Janne Niskala von Atlant Moskowskaja Oblast eingetauscht, da Dinamo die Offensivkraft der Verteidigung stärken wollte.

## Erfolge und Auszeichnungen
- 1998 Goldmedaille bei der U18-Junioren-Europameisterschaft
- 2002 Schwedischer Meister mit Färjestad BK
- 2006 Schwedischer Meister mit Färjestad BK
- 2011 Schwedischer Meister mit Färjestad BK
- 2014 Schwedischer Meister mit Skellefteå AIK

## Karrierestatistik
(Legende zur Spielerstatistik: Sp oder GP = absolvierte Spiele; T oder G = erzielte Tore; V oder A = erzielte Assists; Pkt oder Pts = erzielte Scorerpunkte; SM oder PIM = erhaltene Strafminuten; +/− = Plus/Minus-Bilanz; PP = erzielte Überzahltore; SH = erzielte Unterzahltore; GW = erzielte Siegtore; 1 Play-downs/Relegation; Kursiv: Statistik nicht vollständig)